# Felcech

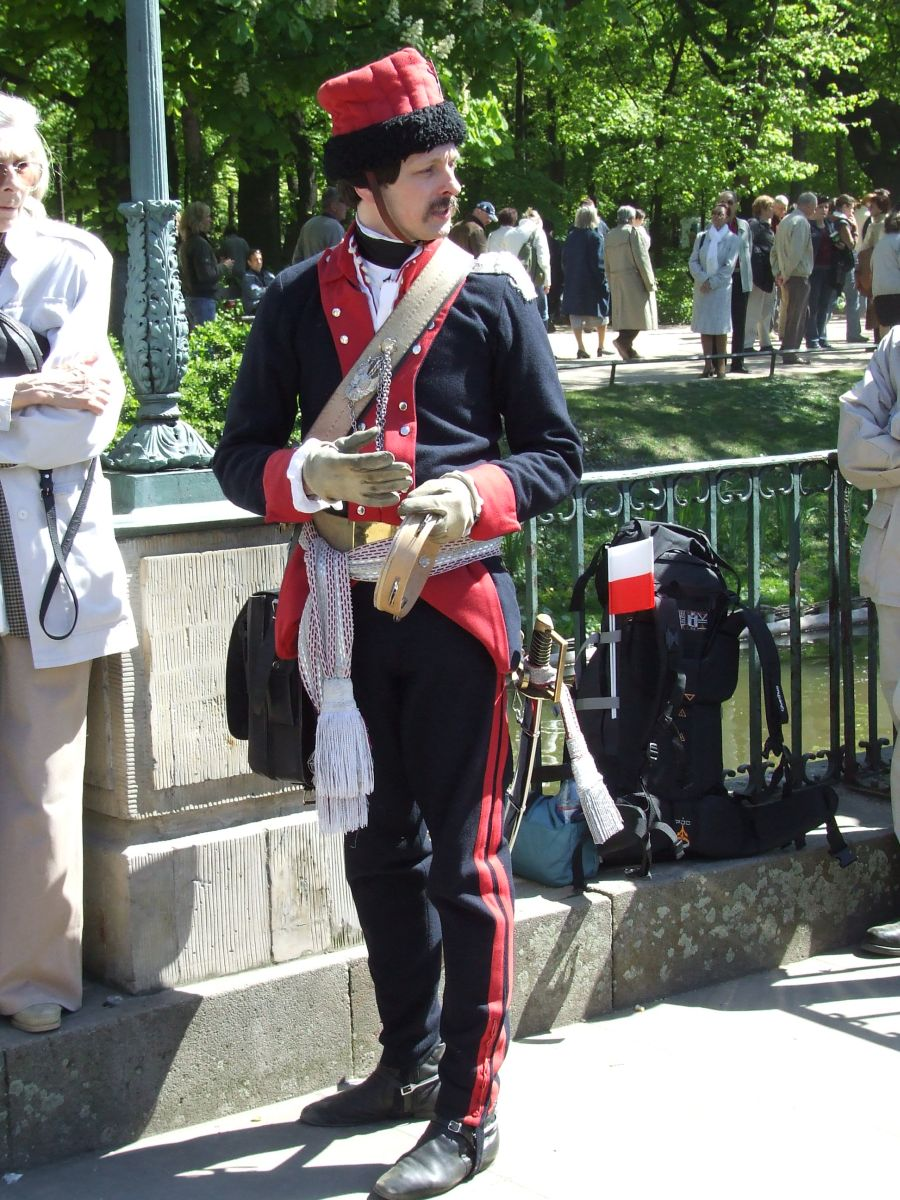
Oficer Kawalerii Narodowej przepasany szarfą i z felcechem przy szabli

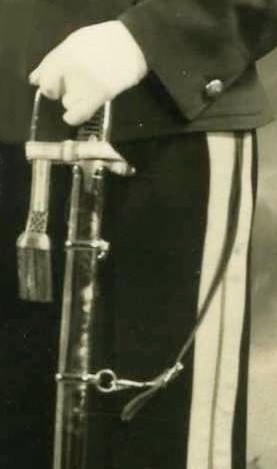
Felcech i chwost przy szabli oficera piechoty - 1938 r

Felcech, feldcech (od niem. Feldzeichen) to temblak oficerski (dystynkcyjny) przy broni bocznej zawieszonej przy pendencie. Nazwa ta dotyczy jedynie temblaków noszonych przez oficerów.
W wojsku polskim felcechy pojawiły się w XVIII wieku za panowania króla Augusta II początkowo w wojskach cudzoziemskiego autoramentu. W wojskach narodowego autoramentu wobec braku jednolitych mundurów srebrno-karmazynowy felcech przy broni bocznej stał się wyróżnikiem oficera na służbie, podobnie jak szarfa w tym samym kolorze. Przejęciu tego rodzaju oznakowania sprzyjała niejednolitość umundurowania i trudność rozpoznania oficera narodowego autoramentu od bogatego towarzysza, choćby przy oddawaniu honorów przez straże. W 1785 w regulaminie umundurowania felcechem nazywany jest jedynie temblak oficerski, pozostałe stopnie noszą temblak przy pendencie.
Dodatkowo felcechy nosili niektórzy uprzywilejowani kadeci Szkoły Rycerskiej. Z czasem przyjął się zwyczaj noszenia felcecha do szabli paradnej, także przy stroju cywilnym polskim. Starsi oficerowie piechoty na wniosek szefa regimentu mogli uzyskać prawo do noszenia srebrnego felcecha jako formy odznaczenia, potwierdzonego dokumentem z Kancelarii Królewskiej.
Przyjęty w XVIII wieku typ temblaka oficerskiego przetrwał do dziś zarówno pod względem kolorów, jak i formy, czyli taśmy zakończonej otwartym chwostem.